# Kryddost

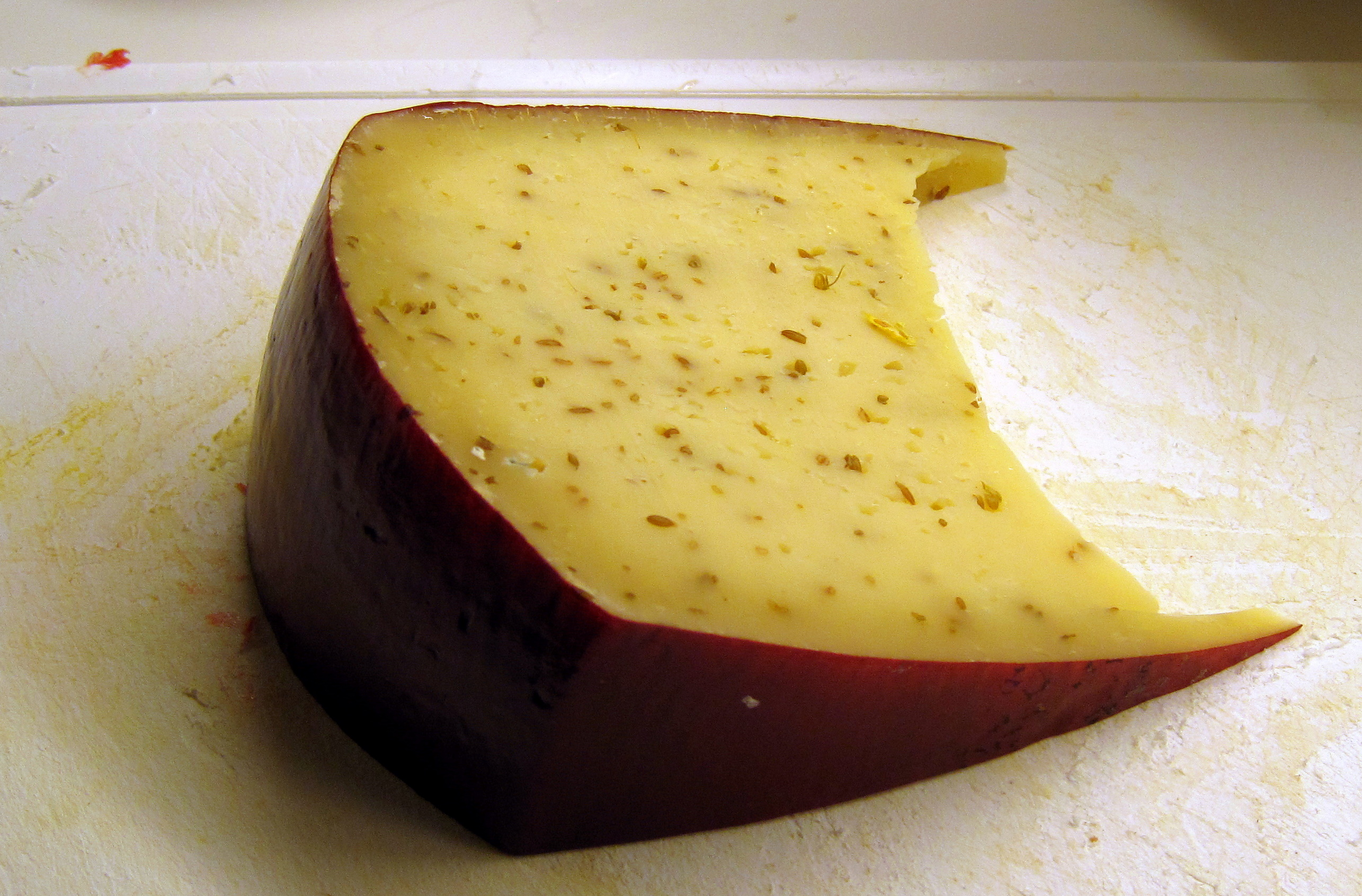
Leidenost, en nederländsk kryddost kryddad med spiskummin.

Kryddost är en typ av ost med tillsatta kryddor. Begreppet avser på svenska oftast en grynpipig hårdost kryddad med bland annat spiskummin, och där även kryddnejlika och kummin kan ingå. Denna typ av kryddost liknar en kryddad variant av Sveciaost, och det finns flera tillverkare i Sverige. Kryddost äts bland annat vid midsommar och på kräftskivor och anses även vara ett viktigt pålägg på knäckebröd till festmåltiden "ärtsoppa och punsch".